# Accident ferroviaire de Villeneuve-Saint-Georges
L’accident ferroviaire de Villeneuve-Saint-Georges a eu lieu le 30 juillet 1937 à la sortie de la gare de cette commune à l'époque située dans le département de Seine-et-Oise, lorsqu'un express parti de la gare de Paris-Lyon pour Saint-Étienne a déraillé au passage d'un aiguillage. La gravité de son bilan (vingt-neuf morts et cent onze blessés) fut essentiellement causée par la présence de voitures en bois intercalées dans le convoi.

## Circonstances
En 1937, sur le réseau du PLM, le trafic ferroviaire de Paris vers le sud-est par la ligne dite «impériale», après un tronc commun jusqu'à Villeneuve-Saint-Georges, pouvait entre la sortie de cette gare et Melun suivre deux parcours.
L'itinéraire historique, ouvert en 1854, et traditionnellement affecté en priorité au trafic vers la Bourgogne, passait par Brunoy et la rive droite de la Seine. Depuis 1897, les trains pouvaient aussi utiliser une variante par Corbeil, sur la rive gauche du fleuve, vers laquelle était habituellement orienté le trafic pour le Bourbonnais.
Le vendredi 30 juillet 1937, jour de pointe en pleine période de congés payés, deux trains étaient partis presque simultanément à 22 h 50 de la gare de Lyon : le 511, rapide pour Frasne et Vallorbe, à l'heure prévue, tracé par Brunoy, et le 1017, express pour Saint-Étienne, en retard de 15 minutes sur son horaire normal, qui devait emprunter la ligne de Corbeil. À 22 h 59, le poste no 4 de Villeneuve-Saint-Georges, situé au kilomètre 8, à l'entrée de la gare de triage, avait indiqué par l'intermédiaire de l'appareil Jousselin, cet ordre de passage au poste no 5, situé immédiatement après le pont sur l'Yerres à son confluent avec la Seine, et commandant la bifurcation vers les voies 1RB (rapide Brunoy) ou 1RC (rapide Corbeil).
Toutefois, trois minutes plus tard, et alors que les deux préposés au poste, Louis Sontag (51 ans, chef aiguilleur) et Jules Dauvergne (53 ans, aiguilleur de 1re classe) avaient déjà ouvert l'itinéraire du 511 par la voie 1R vers Brunoy, le régulateur de la ligne leur adressa par téléphone un message de contrordre annonçant que ce serait le 1017 pour Saint-Étienne qui passerait le premier.

## Accident
Espérant pouvoir opérer le changement sans avoir à stopper le 1017, les agents du poste entreprirent sur le champ la manœuvre complexe des leviers modifiant à la fois la position des appareils de voie, et par le jeu des enclenchements la signalisation. Toutefois, entre-temps, le train avait déjà trouvé voie libre et abordait à 78 km/h la bifurcation, autorisée à 90 km/h, au moment même où avait lieu le mouvement de l'aiguille. Celui-ci, comme les investigations opérées sur le terrain lors de l'enquête le révélèrent, se produisit entre les roues de la locomotive et celles de son tender, dirigeant la première vers la gauche et le second et les voitures suivantes vers la droite.
Le train dérailla et roula une soixantaine de mètres dans l'entrevoie, puis la machine et son tender se couchèrent. Une première rupture d'attelage dévia la tête du convoi sur leur droite, le fourgon, à caisse en bois, se fichant peu après dans le ballast en formant un obstacle qu'écrasa à demi le wagon-poste entièrement métallique. À la suite d'une nouvelle rupture d'attelage, le reste des véhicules obliqua vers la gauche et buta sur le tender. Dans le choc contre l'obstacle, les trois premières voitures de voyageurs furent culbutées hors des voies sous la pression de la queue du train. L'une, à caisse métallique, se plaça en travers, restée intacte malgré ses vitres brisées. Une autre, dite semi-métallique du fait de sa caisse en bois doublée de tôle, percuta la précédente et se plia en deux. La troisième, à caisse entièrement en bois, avait été escaladée et pulvérisée par les deux autres, l'entassement chaotique de ses débris ne permettant pas aux journalistes venus les observer de déterminer sa place initiale exacte dans le convoi.
Derrière, une autre voiture métallique avait déraillé mais sans grand dommage,.
Le reste du train, composé en totalité de douze véhicules était demeuré sur les rails.

## Secours et bilan
Deux propriétés riveraines des lieux de l'accident appartenaient à des notables, l'un médecin et adjoint au maire, l'autre directeur du service des eaux. Le premier, le docteur René Quenouille, dispensa sur place des soins d'urgence aux blessés et transforma sa maison en infirmerie provisoire; le second, M. Laborde, cadre de la Société Lyonnaise des eaux, alerta les autorités publiques et organisa les secours. Ainsi, aux cheminots venus de la gare et du dépôt de Villeneuve-Saint-Georges se joignirent assez rapidement les pompiers de Paris et les soldats du 23e régiment d'infanterie coloniale.
Dans les heures qui suivirent, le Président du conseil Camille Chautemps et les ministres des travaux publics (Henri Queuille), de l'Intérieur (Marx Dormoy), et des PTT (Jean-Baptiste Lebas) se succédèrent sur les lieux. Monseigneur Paul Richaud, évêque auxiliaire de Versailles, vint lui aussi se recueillir devant les dépouilles des victimes et visiter les blessés.
La proximité du dépôt avait permis de mobiliser dans des délais assez courts d'importants moyens comprenant notamment deux grues de cinquante tonnes pour procéder au déblaiement et à l'enlèvement rapide des épaves. En effet, même si les voies adjacentes et l'emprunt d'itinéraires de détournement permettaient d'assurer un trafic réduit, le rétablissement de la circulation sur les lieux de l'interception présentait une importance primordiale en cette période de pointe estivale.
La queue du train accidenté restée sur les rails fut dégagée en marche arrière jusqu'à Villeneuve-Saint-Georges par la machine du train suivant, bloqué par les signaux fermés, et vers 5 h 30, les passagers rescapés purent embarquer à nouveau pour Saint-Étienne dans un convoi improvisé de quatre voitures.
Au fur et à mesure de leur dégagement, les morts étaient regroupés dans une chapelle ardente improvisée sous le préau de l'école maternelle de la rue de Paris, et les blessés évacués vers les hôpitaux de Villeneuve-Saint-Georges, Juvisy, et de la Pitié à Paris.
Vingt-neuf personnes perdirent la vie dans l'accident. Le chef de train Lhuillier et l'ambulant Desavis, 54 ans, avaient été tués dans le choc du wagon postal contre le fourgon de tête. On dénombra quelques morts et blessés dans les compartiments centraux de la voiture de bois tôlé, pliée par le milieu, mais la majorité des victimes fut tirée des débris de la voiture à caisse en bois, entièrement broyée. La presse observa que dix-sept des morts, dont deux prêtres, faisaient partie d'un groupe de cent trente stéphanois de retour d'un pèlerinage à Lisieux suivi d'une visite de l'Exposition universelle.
Parmi la centaine de blessés figurait notamment l'équipe de conduite de la machine, brûlée par le charbon du foyer et les jets de vapeur s'échappant de la chaudière, le mécanicien Louis Raffetin et le chauffeur, Charles Diry, si gravement atteint qu'il ne survécut que quelques jours.

## Suites
Une messe d'obsèques eut lieu le 1er août 1937 à 9 h 30 à l'église de Villeneuve-Saint-Georges, en présence du ministre de la marine César Campinchi représentant l'ensemble du gouvernement. La cérémonie fut suivie de l'absoute, donnée dans la chapelle ardente par l'évêque de Versailles, Monseigneur Roland-Gosselin.
Le Parlement étant en vacances depuis le 8 juillet 1937, des interpellations sur l'accident ne purent être déposées à la Chambre que le 16 novembre 1937, par Édouard Jonas, député des Alpes Maritimes, Ferdinand Ledoux, député des Ardennes et Pétrus Faure, député de la Loire. Compte tenu de l'encombrement de l'ordre du jour de l'assemblée, elles ne donnèrent pas lieu à débat, mais leur thème fut succinctement évoqué le 7 décembre 1937 à l'occasion de la discussion du budget des travaux publics. Entretemps, des décrets avaient attribué des médailles aux sauveteurs ayant fait acte de dévouement et la Légion d'honneur aux deux ambulants blessés. La médaille d'or des PTT avait déjà été décernée à titre posthume à l'ambulant Desavis par le ministre des PTT venu s'incliner sur sa dépouille mortelle.

## Responsabilités
Les deux aiguilleurs du poste no 5, Louis Sontag et Jules Dauvergne, ayant sur le champ reconnu avoir procédé au changement d'aiguillage en violation des consignes de sécurité, l'enquête les désigna d'abord comme seuls responsables de la catastrophe, et ils furent immédiatement inculpés d'homicide et blessures involontaires. Le mécanicien du train no 1017, Louis Raffetin (44 ans) le fut lui aussi trois mois plus tard, au double motif qu'il n'avait pas donné les coups de sifflet réglementaires avertissant les aiguilleurs de son passage aux postes nos 4 et 5, et n'avait pas arrêté son train alors que la bifurcation était équipée d'un indicateur de direction dont le feu blanc unique devait l'informer qu'il était orienté vers le mauvais itinéraire .
En revanche, malgré l'émoi soulevé par le rôle meurtrier de la voiture à caisse en bois dans le lourd bilan de l'accident, les responsables de la composition du train au PLM ne furent pas inquiétés, l'utilisation d'un tel matériel étant interdite pour les rapides, mais non dans les express.
Le procès des trois cheminots s'ouvrit le 7 mars 1938 devant le tribunal correctionnel de Corbeil.
Insistant sur les vies de labeur et d'honnêteté des inculpés, le procureur de la république ne demanda que des condamnations légères et avec sursis. Le tribunal suivit ces réquisitions, et condamna Sontag, Dauvergne et Raffetin respectivement à des peines de un mois de prison avec sursis et 75 francs d'amende, 20 jours avec sursis et 50 francs, 10 jours avec sursis et 50 francs.
La SNCF, qui avait succédé aux droits et obligations du PLM à compter du 1er janvier 1938, était déclarée civilement responsable, et condamnée à verser 5 000 francs de provision à une des victimes, seule à se porter partie civile.
Sur appel du parquet et du mécanicien Louis Raffetin, appuyé par la Fédération nationale des cheminots, la cour de Paris jugea le 27 juin 1938 que si des fautes avaient été commises, « aucune relation n'existait entre ces infractions et la gravité des conséquences de l'accident », la présence de voitures en bois intercalées entre des voitures métalliques prouvant que le PLM avait « négligé les renseignements fournis par les récentes catastrophes ferroviaires ».
En toute hypothèse, elle considérait que le désordre dans l'organisation du départ des trains le jour de l'accident était de nature à atténuer la responsabilité des deux aiguilleurs, et réduisit donc leur condamnation, en annulant les peines de prison et en abaissant leurs amendes respectives à 50 et 25 francs.
En ce qui concerne la culpabilité du mécanicien Raffetin, qui admettait avoir négligé de siffler, mais soutenait avec vraisemblance compte tenu des conditions dans lesquelles avait été changé l'itinéraire, qu'à son passage l'indicateur présentait les deux feux blancs de la bonne direction, la Cour renvoya sa décision au 15 novembre 1938 en désignant trois experts chargés de se prononcer sur un possible dysfonctionnement de la signalisation.
Les éléments retenus par les juges pour justifier l'atténuation de la responsabilité des prévenus constituaient autant de fautes de service susceptibles d'être imputées à la compagnie, mais n'étaient pas pour autant des infractions, le droit de l'époque excluant la responsabilité pénale des personnes morales.
On se borna donc, comme en 1933 après la catastrophe de Lagny, à pointer les failles dans la sécurité et à émettre des vœux pour que la réglementation y remédie. À la demande unanime d'interdiction de l'emploi de voitures à caisse en bois, décriées par de nombreux quotidiens de l'époque,, s'ajoutèrent parfois des propositions pour améliorer la sûreté des enclenchements lors des changements d'aiguille, et mieux identifier les trains par affichage de leur numéro à l'avant de la machine sur le modèle du Nord.